# William Barré
Pour les articles homonymes, voir Barré.
William Vincent Barré (c.1760-1829) est un interprète français. Il a notamment été au service de Napoléon Bonaparte.

## Biographie
Barré naît en Allemagne de parents protestants français qui avaient quitté leur pays d'origine à cause de leurs opinions religieuses. Il sert d'abord dans la marine russe puis se rend en France lorsque éclate la Révolution. Il s'engage dans l'armée républicaine, participe à la première campagne d'Italie en 1796, et est élevé au rang de capitaine.
Polyglotte, il est repéré par le général Bonaparte qui en fait son interprète personnel. Mais, auteur de vers satiriques à propos de son employeur, il doit fuir la France et se rend en Angleterre vers 1803.
Il se suicide à Dublin en 1829.

### Publications
- (en) History of the French Consulate, Under Napoleon Buonaparte, London : Thomas Hurst, 1804 (lire en ligne).
- (en) The Rise, Progress, Decline and Fall of Buonaparte's Empire in France,  London : J. Badcock, 1805 (lire en ligne).